# Jean-Claude Magnan
Jean-Claude Magnan (n. 4 iunie 1941, Aubagne, Provence-Alpes-Côte d'Azur, Franța) este un scrimer francez, medaliat olimpic. A participat la 4 ediții ale Jocurilor Olimpice (1960, 1964, 1968, 1972) în care a câștigat o medalie de aur și două medalii de bronz.